# سیارک ۸۳۷۴
سیارک ۸۳۷۴ (به انگلیسی: 8374 Horohata، نامگذاری:1992AK1) هشت هزار و سیصد و هفتاد و چهارمین سیارک کشف شده‌است که در ۱۰ ژانویه ۱۹۹۲ کشف شد.
قدر مطلق سیارک برابر ۱۲٫۰۰ است.